# Frederick Wilford Sturckow
Frederick Wilford Sturckow (La Mesa, Kalifornia, 1961. augusztus 11. –) amerikai pilóta, űrhajós, ezredes. A második űrhajós, aki négy alkalommal repült a ISS-re.

## Életpálya
1984-ben a Kaliforniai Műszaki Állami Egyetemen (California Polytechnic State University) kitüntetéssel szerzett gépészmérnöki oklevelet. 1987-ben kapott repülőgép vezetői jogosítványt. Szolgálati repülőgépe az F/A–18 volt. Hazai bázisokon kívül szolgált Japánban, Dél-Koreában és a Fülöp-szigeteken. 1990-ben TOPGUN kiképzést kapott, majd Bahreinbe került. A Sivatagi Vihar hadművelet során 41 harci bevetésen vett részt. 1992-ben tesztpilóta kiképzésben részesült. Az F/A–18 E/F sorozat változatait repülte, tesztelte.  Több mint 4000 órát töltött a levegőben, több mint 50 különböző repülőgéptípuson szolgált, illetve tesztelt.
1994. december 9-től a Lyndon B. Johnson Űrközpontban részesült űrhajóskiképzésben. Az Űrhajózási Hivatal megbízásából a  Kennedy Space Center Operations Supporton helyettes vezető. Négy űrszolgálata alatt összesen 51 napot, 9 órát és 36 percet (1233 óra) töltött a világűrben. Űrhajós pályafutását 2013 márciusában fejezte be. Május 8-án tesztpilótaként csatlakozott a Virgin Galactic állományához. Tesztelte a SpaceShipTwo és a White Knight űrrepülőgépeket.

## Űrrepülések
- STS–88, az Endeavour űrrepülőgép 13. repülésének pilótája. A Nemzetközi Űrállomás (ISS) szerelési küldetése, a Unity (kikötőmodul), a Node 1 felhelyezése, ami az ISS első amerikai modulja. Első űrszolgálata alatt összesen 11 napot, 19 órát és 18 percet (283 óra) töltött a világűrben. 7 600 000 kilométert (4 700 000 mérföldet) repült, 185 kerülte meg a Földet.
- STS–105, a Discovery űrrepülőgép 30. repülésének pilótája. 11. küldetés az ISS fedélzetére. Kipakolták az olasz MPLM teherűrhajó 4082 kilogramm rakományát. Második űrszolgálata alatt összesen 11 napot, 21 órát és 13 percet (285 óra) töltött a világűrben. 6 900 000 kilométert (4 900 000 mérföldet) repült, 185 alkalommal kerülte meg a Földet.
- STS–117, a Atlantis űrrepülőgép 28. repülésének parancsnoka. Az űrhajósok négy űrséta során felszerelték az S3/S4 jelzésű napelemtáblákat az ISS-re. A szolgálati idő alatt folyamatosan küzdöttek a számítógépek egymás után bekövetkező hibáival. Harmadik űrszolgálata alatt összesen 13 napot, 20 órát és 11 percet (332 óra) töltött a világűrben. 9 280 000 kilométert (5 800 000 mérföldet) repült, 219 alkalommal kerülte meg a Földet.
- STS–128 a Discovery űrrepülőgép 37. repülésének parancsnoka. A második amerikai űrhajós, aki négy alkalommal teljesíthetett szolgálatot az ISS fedélzetén. Feladat volt a személyzet csere végrehajtása, logisztikai ellátmány szállítása a  Leonardo Multi-Purpose Logistics Module (MPLM) fedélzetén és egy, a hűtőrendszerben használt ammóniát tartalmazó tartály (a Lightweight Multi-Purpose Experiment Support Structure Carrier segítségével) feljuttatása, cseréje. Összesen 13 napot, 20 órát és 54 percet töltött a világűrben.  A program végrehajtásával lehetővé vált, hogy a 3 fős legénység 6 fősre bővülhessen. Negyedik űrszolgálata alatt összesen 13 napot, 20 órát és 54 percet (332 óra) töltött a világűrben. 9 262 217 kilométert (5 755 275 mérföldet) repült, 219 alkalommal kerülte meg a Földet.

### Tartalék személyzet
STS–134 az Endeavour űrrepülőgép 25., repülésének parancsnoka.